# Џон ле Каре
Дејвид Џон Мур Корнвел (енгл. David John Moore Cornwell; Пул, 19. октобар 1931 — Труро, 12. децембар 2020), професионално познат као Џон ле Каре (енгл. John le Carré), био је енглески романописац, сценариста, продуцент и повремени глумац, аутор шпијунских и криминалистичких романа.  За пола века списатељске каријере објавио је 22 романа, који су преведени на 36 језика. По многим његовим романима су снимани филмови и серије. Неки од њих су: Шпијун који је дошао са хладноће (1965), Руска кућа (1990), Панамски кројач (2001), Брижни баштован (2005), Крпар, кројач, солдат, шпијун (2011), Ноћни менаџер (2016).
Као члан дипломатске службе у Западној Немачкој од 1959. године, упознао је из прве руке међународну шпијунажу.